# Viaduc de Briare
Le viaduc de Briare est un pont en arc bowstring français qui permet à l’autoroute A77 de franchir le canal de Briare et la rivière Trézée sur le territoire de la commune de Briare, dans le département du Loiret et la région Centre-Val de Loire.
Cet ouvrage est original par le fait qu’il ne comporte qu’un seul arc central à suspentes rayonnantes. Avec ses 86 mètres de portée, il fut, comme le viaduc de Pannes qui lui est identique, l’ouvrage de ce type ayant la plus grande portée en Europe.
En 2000 il reçoit le Prix des Plus beaux ouvrages du Syndicat de la construction métallique de France dans la catégorie ouvrages d’art.
Sa mise en œuvre dans des délais très courts constitue également un fait remarquable. Contrairement au viaduc de Pannes qui a été construit sur cintres, l’arc du viaduc de Briare a été mis en place par poussage sur le viaduc d’accès qui a servi de rampe de lancement.

## Géographie
Le viaduc se situe au sud de la sortie 20 de l'autoroute A77, au nord-est de la commune de Briare.

## Genèse du projet

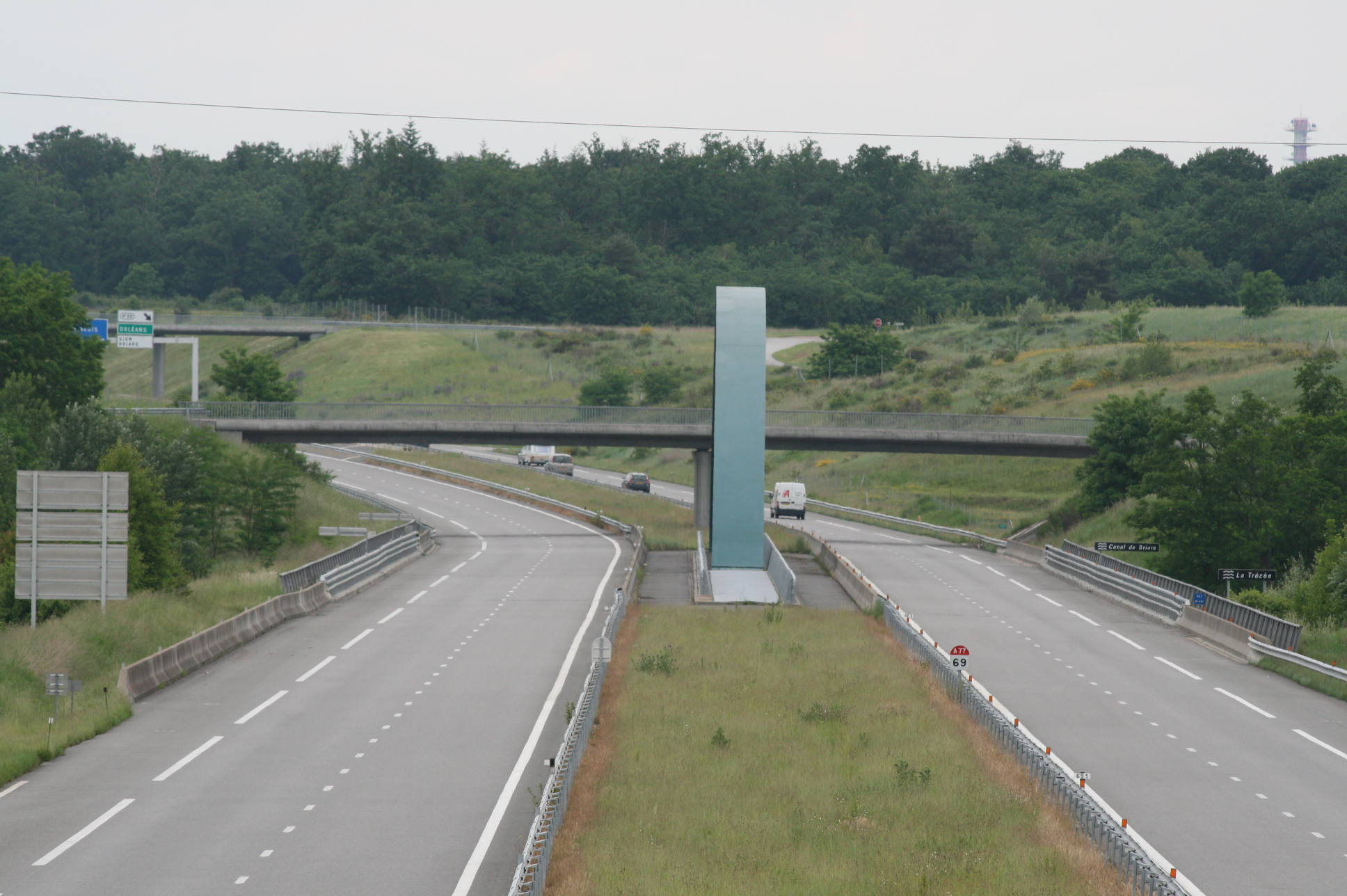
Vue axiale de l’A77.

L’autoroute A77, concédée à la société des autoroutes Paris-Rhin-Rhône (SAPRR) entre Dordives et Cosne-Cours-sur-Loire, franchit le canal d'Orléans et la rivière Bézonde sur la commune de Pannes, près de Montargis, puis le canal de Briare et la rivière La Trézée sur la commune de Briare. Afin de constituer des éléments visuels forts du projet sur la section, le concessionnaire a décidé de construire deux arcs identiques pour franchir ces espaces de typologie et de longueurs similaires.

## Caractéristiques générales

Schéma du viaduc de Briare

L’ouvrage est composé de deux structures : un arc bowsting, visible sur et hors autoroute, au droit du canal, ouvrage typique des voies d’eau ; un pont à poutres continues, ouvrage discret et plus commun pour le franchissement de la rivière contigüe.
Le pont en arc présente une portée de 86 mètres. Le pont à poutres continues est quant à lui long de 84 mètres. Il comprend deux travées de 50 m et 34 m.
Le tablier est large de 37 mètres. Le profil en travers de cet ouvrage comprend une chaussée à quatre voies de 3,50 m, mais l’ouvrage a été conçu pour supporter à terme six voies.

## Les principaux intervenants
- Maître d'ouvrage : SAPRR, direction de la construction, Lyon.
- Maître d'œuvre : Scetauroute, direction de projet d’A77, Montargis-Amilly.
- Architecte : Alain Spielmann.
- Études d’exécution (métal) : Baudin-Chateauneuf, EEG Lyon.
- Études d’exécution (génie civil) : IOA lexiq.
- Bureau d’études de contrôle : Setec TPI.
- Entreprises principales : Dalla Vera, mandataire (construction génie civil) ; Baudin-Chateauneuf, cotraitant (construction métallique).
- Entreprises sous-traitantes : Roland (terrassements) ; PMC/CIA (armatures) ; Chavigny (préfabrication) ;  Presspali (fondations profondes) ; Cotra (étanchéité) ; Pont équipement (corniche métallique, caillebotis, menuiserie) ;  Sogam (glissières BN4) ; ESTM (soudure sur site) ; LTM (peinture sur site).

## Quantités et coûts
Les quantités sont, par nature d’indicateurs, respectivement pour les viaducs de Pannes et de Briare, les suivantes :
| Indicateur                       | Pannes    | Briare    |
| -------------------------------- | --------- | --------- |
| Surface totale des tabliers      | 5 550 m2  | 5 300 m2  |
| Béton fondations profondes       | 1 400 m3  | -         |
| Béton appuis                     | 1 500 m3  | 2 400 m3  |
| Béton tabliers                   | 950 m3    | 920 m3    |
| Charpente métallique             | 1 700 t   | 1 750 t   |
| Protection anticorrosion         | 16 550 m2 | 16 200 m2 |
| Terrassements associés (remblai) | 8 000 m3  | 6 400 m3  |

Le coût final constaté des deux viaducs est de 99 millions de francs HT (valeur 1997), pour près de 11 000 m2 de tablier, soit un ratio d’environ 9 000 francs/m2

## Description de l'ouvrage

### Fondations
Les appuis sont fondés sur des semelles superficielles de 1,50 m et 2 m d’épaisseur, reposant sur une couche d’argiles compacts.
Les semelles construites à proximité immédiate de la rivière ont été exécutées à l’abri d’un batardeau.

### Les appuis

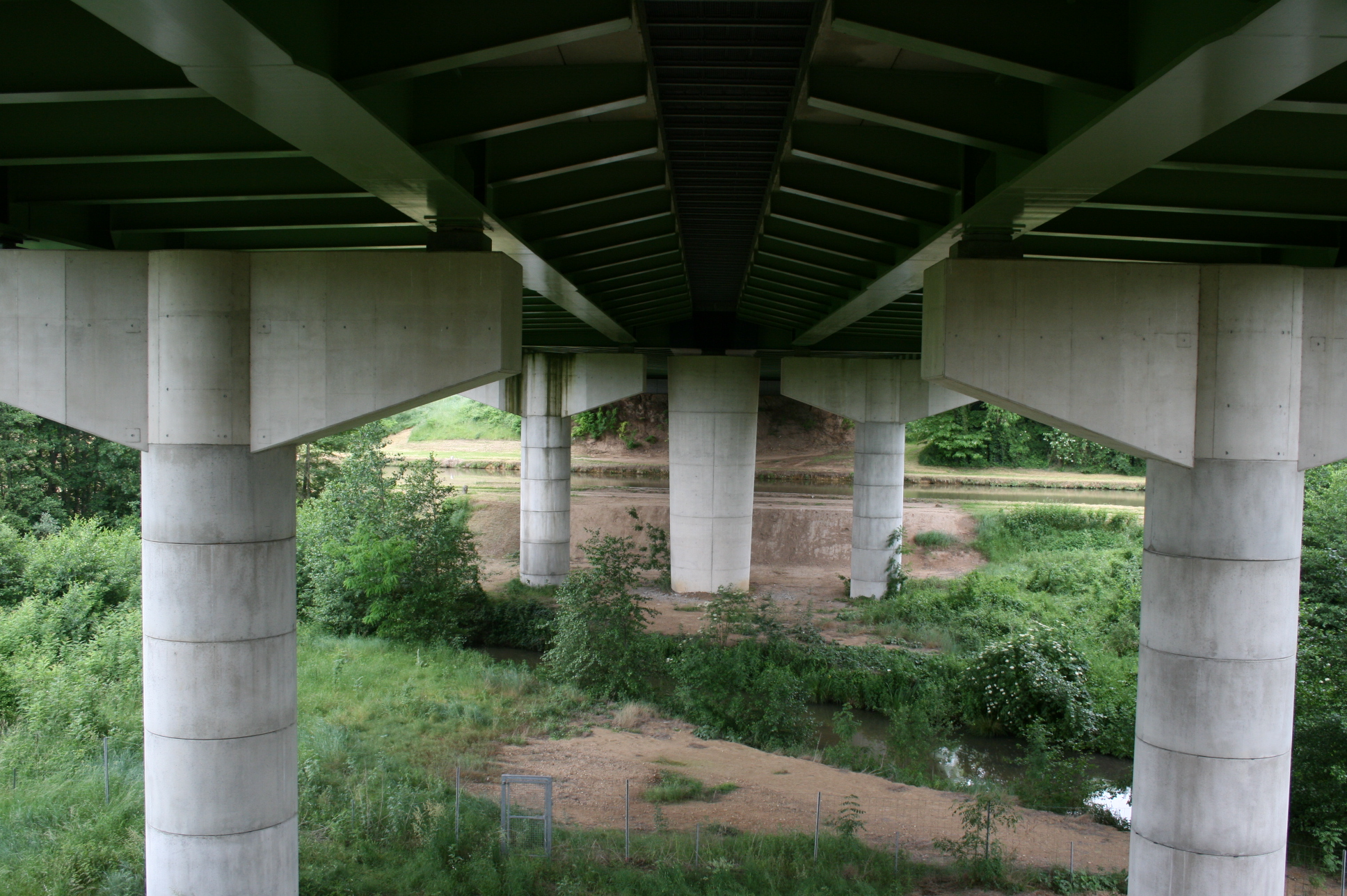
Vue de dessous, côté sud. Au premier plan, les piles-marteaux ; au second plan coule la Trézée.

Les piles courantes des ouvrages d’accès sont constituées, pour chaque tablier, d’un fût circulaire de 2,70 m de diamètre, coiffé d’un chevêtre du type « marteau » de 3,50 m de hauteur.
Les piles culées comprennent en outre un appui central de forme tronconique, de diamètre 5,10 m en partie supérieure et 4,20 m à l’encastrement. Le fût central est creux et l’épaisseur moyenne de la paroi est de 0,50 m.
Les appuis extérieurs reçoivent d’un côté les ouvrages d’accès, et de l’autre côté les poutres latérales du bow-string. L’appui central reçoit le caisson inférieur — ou tirant — du bow-string.
Les culées sont de conception classique : chevêtre sur poteaux de section rectangulaire.

### L’arc et le tablier
L’arc métallique axial est relié au tablier par une double nappe de neuf haubans (ou suspentes) réalisant une suspension centrale dans l’axe de l’autoroute entre les deux sens de circulation.
Transversalement sur le tirant, viennent se souder des pièces de pont de 11 m de long le reliant aux longerons. Elles sont espacées de 3,30 m. L’ouvrage se termine par des consoles de 3,50 m, donnant au pont une largeur d’environ 35 m. Le tirant, d’une longueur entre appuis de 86 m, est constitué d’un caisson de 4,80 m de large et 2,05 m de haut. Les semelles et les âmes sont constituées de tôles de 30 mm. Des raidisseurs sont disposés tous les 3,30 m.
Le caisson constituant l’arc présente une largeur de 2,30 m pour une hauteur de 1,50 m. Des tôles de 35 mm forment les semelles et 30 mm pour les âmes. Des raidisseurs sont prévus tous les 5 m. L’ouverture maximale entre l’axe du tirant et l’axe de l’arc est de 14 m conduisant à des longueurs de hauban variant de 2,75 m à 8,71 m.
Les haubans sont reliés à l’ouvrage par un système de chapes et ridoirs.

Structure du pont bow-string de Briare.

## Conception
Du fait de la complexité de la structure, plusieurs niveaux de modélisation se sont imposés. En particulier, un modèle tri-dimensionnel avec calcul aux grands déplacements, a été réalisé pour la vérification de l’ouvrage dans le cas de charge accidentel ; le modèle a été particulièrement affiné pour l’étude des naissances de l’arc.

## Construction de l’ouvrage

### Ouvrages d’accès
Le principe des coffrages perdus, constitués de prédalles préfabriquées de 9 cm d’épaisseur, a été retenu pour la construction hourdis. Cette disposition a permis de réduire les difficultés liées à l’utilisation d’un équipage mobile traditionnel pour un ouvrage à pièces de pont, et plus particulièrement pour le viaduc de Pannes qui est courbe en plan.
Ceci a permis également de réduire de façon significative les délais de réalisation de la dalle.

### Lesbow-strings

Cinématique de lancement.

Le montage du viaduc de Briare a nécessité une technique plus originale que celle utilisée pour mettre en place l’arc du viaduc de Pannes : Les bipoutres des viaducs d’accès ont servi de « rails de lancement » du bow-string.
La circulation fluviale sur le canal de Briare ne pouvait pas être suspendue, de même que la circulation de service, cycliste et piétonne sur les chemins de halage. Les zones de travail sous le bowstring étaient par ailleurs trop exiguës pour permettre un montage sur cintre comme pour l’ouvrage de Pannes. Le lancement s’est donc imposé.
Les bipoutres des ouvrages d’accès franchissant la Trézée ont été assemblés sur la plate-forme de travail située au nord. Ils ont été lancés au-dessus du canal de Briare et installés sur des appuis provisoires à l’emplacement définitif du bow-string. Ils ont ainsi pu servir de chemin de roulement pour l’appui avant du bow-string.
L’ouvrage, de 1 000 t pour 86 m de longueur et 37 m « d’envergure », a été déplacé en roulant sur la plate-forme de lancement et sur les bipoutres pour se situer à l’aplomb de son emplacement définitif, mais en position haute à plus de 3,50 m de son niveau final.
Après levage et calage du bow-string, il a été procédé au deuxième lancement des bipoutres vers leur position définitive au-dessus de la rivière La Trézée. Cette phase terminée, le bow-string a été descendu à son niveau définitif.
L’opération complète de montage et mise à poste n’a duré qu’une semaine.

## Pour approfondir